# John Paul Fedoroff

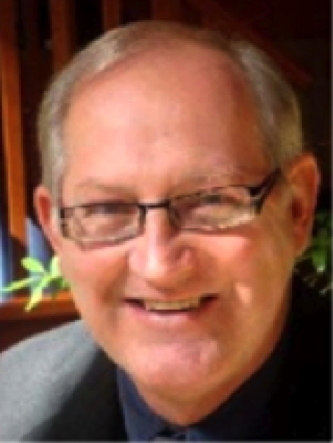
J. Paul Fedoroff (2013)

John Paul Fedoroff (* 23. August 1958 in Saskatoon, Saskatchewan; † 16. Januar 2023 in Ottawa, Ontario) war ein kanadischer Sexualwissenschaftler und Psychiatrie-Professor an der Universität Ottawa, der sich auf die Erforschung atypischer Sexualpräferenzen (Paraphilien) spezialisiert hat.

## Wirken
Fedoroff studierte unter anderem Medizin an der University of Saskatchewan und der Johns Hopkins School of Medicine. Ab 1989 war er an der Universität Ottawa tätig, wo er seit 2001 Direktor der Sexual Behaviours Clinic ist. Er war Präsident der International Academy of Sex Research und der Canadian Academy of Psychiatry and the Law.
Der Kanadier beschäftigte sich hauptsächlich mit der Behandlung von Sexualstraftätern, insbesondere solcher mit paraphilen Neigungen.  Wissenschaftliche Artikel hat er in diesem Zusammenhang unter anderem zu den Themen Zoophilie, Sadomasochismus, und Pädophilie veröffentlicht. Seine Patienten sind zum Großteil Pädophile, Exhibitionisten und Voyeuristen. Darüber hinaus gehörte er zu den Erstbeschreibern der Schlafstörung Sexsomnia.
Fedoroff vertrat die Ansicht, dass paraphile Sexualpräferenzen grundsätzlich veränderbar seien. In mehreren Interviews oder wissenschaftlichen Publikationen berichtet er von erfolgreichen Behandlungen seiner Patienten, die unter als paraphil klassifizierten sexuellen Neigungen litten. Seine Auffassung stellt dabei innerhalb der Sexualwissenschaften eine Mindermeinung dar – die große Mehrheit der Sexualwissenschaftler geht von der Unveränderlichkeit paraphiler Neigungen aus. Kritiker wie James Cantor bemängeln in diesem Zusammenhang, dass es für die behaupteten Veränderungen der sexuellen Erregungsmuster der behandelten Patienten keine eindeutigen Beweise gebe.

## Veröffentlichungen
- J. Paul Fedoroff: The Paraphilias. Oxford University Press, 2019, ISBN 0-19-046632-4 (eingeschränkte Vorschau in der Google-Buchsuche).
- Peer Briken, J. Paul Fedoroff, John W. Bradford: Why Can’t Pedophilic Disorder Remit?. In: Archives of Sexual Behavior. 43, 2014, S. 1237, doi:10.1007/s10508-014-0323-1.
- J. Paul Fedoroff, Susan Curry, Karolina Müller, Rebekah Ranger, Peer Briken, John Bradford: Evidence That Arousal to Pedophilic Stimuli Can Change: Response to Bailey, Cantor, and Lalumière. In: Archives of Sexual Behavior. 44, 2015, S. 259, doi:10.1007/s10508-014-0441-9.